# Copris ritsemae
Copris ritsemae är en skalbaggsart som beskrevs av Edgar von Harold 1875. Copris ritsemae ingår i släktet Copris och familjen bladhorningar. Inga underarter finns listade i Catalogue of Life.